# Меритидж

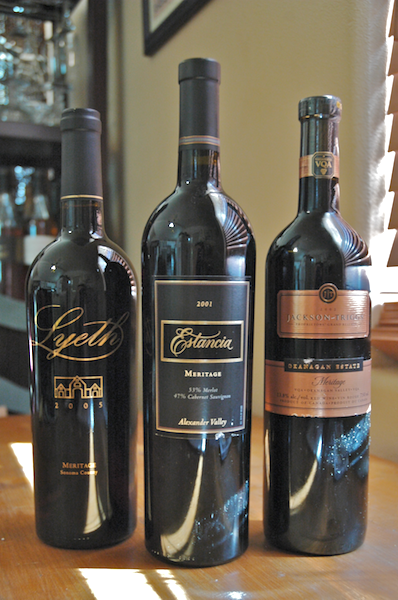
Вина класичного стилю Бордо, виготовлені у США

Мерити́дж (англ. Meritage) — термін, що використовується виноробами США для позначення вин стилю Бордо. Є комбінацією слів merit (заслуга) та heritage (спадок) — звідси вимова. Термін створений для запобігання вживання в назвах вин слова «Бордо», яке є назвою, контрольованою за походженням.
Вживані сорти винограду, як і у бордоських винах:
- для червоних вин — Каберне Совіньйон, Мерло, Каберне Фран, Пті Вердо і Мальбек, хоча деякі інші (Гро Вердо та Карменер) також дозволені
- для білих вин — Совіньйон Блан, Семійон, Мускадель

Аби мати назву Мерітедж, вино має містити принаймні два з дозволених сортів і не складатися більш ніж на 90% з одного сорту.

## Історія
Меритидж Асоціація була заснована в 1988 році невеликою групою виноробів з округу Сонома і долини Напа, Каліфорнія, які були розчаровані правилами Бюро з контролю за алкоголем, тютюном, вогнепальною зброєю і вибуховими речовинами США, що передбачають, що вина повинні містити не менше 75% певного сорту винограду, щоб бути маркованими як сортові. Оскільки інтерес до створення вин у стилі Бордо, які за своєю змішаною природою не можуть претендувати на статус сортових, зростав, члени асоціації прагнули створити впізнавану назву для своїх змішаних вин.
У 1988 році асоціація провела конкурс на створення власної назви для цих вин, отримавши понад 6 000 заявок. Меритидж було обрано, і його монета була нагороджена двома пляшками перших десяти врожаїв кожного вина, що має ліцензію на використання бренду.
Першим вином, яке було позначено терміном "Meritage", стало вино 1986 року "The Poet" Мітча Косентіно (Cosentino Winery), а вино 1985 року від Dry Creek Vineyard стало найстарішим вином, випущеним під маркою "Meritage".